# سرنشینان (فیلم ۱۹۹۹)
«سرنشینان» (فرانسوی: Les passagers‎) یک فیلم است که در سال ۱۹۹۹ منتشر شد.